# ミルツ・イフター
ミルツ・イフター（Muruse YefterもしくはMiruts Yifter,1944年5月15日 - 2016年12月22日）は、エチオピアの陸上競技長距離選手。
1972年ミュンヘンオリンピックの男子10000mで銅メダルを獲得した。5000mにもエントリーしており、出場していれば金も期待されたが最終コール時間に遅れて出場出来なかった。
次の1976年モントリオールオリンピックでは5000m、10000mでの2種目制覇が期待されていたが、アフリカ諸国の大量ボイコットにより出場辞退を余儀なくされた。35歳で迎えた1980年モスクワオリンピックにおいて2種目制覇を達成した。このとき、表彰式後のインタビューで「この金メダルは世界の若者とアフリカ大陸に捧げたい」という言葉を述べた。
その走法はレース中、常に後方に控え、ラスト3～400mのラストスパートでトップに立つという勝負に徹したもので「イフタースパート」と呼ばれたが、その走法のため世界記録には縁がなかった。
1978年以降出場した国際レースでは1982年まで負け無しで、ヘンリー・ロノなどと並び70年代後半の最高の長距離ランナーのひとり。
ハイレ・ゲブレセラシェも自身の自叙伝的VTRの中で「彼は僕のヒーローさ。彼の走りを見て陸上を始めたんだ！」と語っている。

## 記録
- 5000m - 13分13秒82（1977年）
- 10000m - 27分40秒96（1972年）